# Хумска епархија
Хумска епархија је некадашња епархија Српске православне цркве, коју је 1219. године основао први српски архиепископ Свети Сава за области Хумске земље и Травуније (данашња Херцеговина, са Дубровачким приморјем и дијелом Старе Херцеговине). Приликом оснивања, сједиште епархије било је при манастиру Богородице Стонске, у тадашњем главном хумском приморском мјесту Стону. Епархијско сједиште је накнадно измјештено у манастир Светих апостола Петра и Павла на Лиму, те је по томе ова епископија понекад називана и Лимском епархијом, а њени јерарси су носили и почасни наслов митрополита.
Из ње се развила данашња Захумско-херцеговачка епархија.

## Историја
Од оснивања епископије 1219. године, хумски епископи су столовали у Стону. Крајем 13. и почетком 14. вијека, у вријеме политичких неприлика на западним границама Краљевине Србије, тадашњим погоршавањем општих прилика било је захваћено и подручје ове епископије. Послије смрти краља Милутина (1321), за вријеме борбе између Стефана Дечанског и Константина Немањића око престола, успио је босански бан да завлада Хумом, те се епископ Данило одселио из Стона и настанио се у манастиру Светих апостола, званом Петров манастир, код данашњег Бијелог Поља на Лиму, гдје је добио и потребне земље за издржавање.
За владавине српског краља Стефана Уроша I (1243.-1276.), Живогошће је било прво имање српског православног владичанства у Стону. Касније, око 1263., село је својина манастира Светог Петра у Будимљу на Лиму. Границу тог владичанства је по повељи краља Уроша I, утврдио протобистар Вратимир код Осаоника у Приморју.
Послије Данила постављен је за епископа хумског Стефан (1324), али он није могао заузети свој престо у Стону, који је остао у босанским рукама. Стога је и њему краљ Стефан Дечански потврдио боравиште у манастиру Светих апостола Петра и Павла на Лиму, те се по томе ова епископија понекад називала и Лимском епархијом.
Српски јерарх ове епархије је 1377. године у манастиру Милешеви обавио крунисање Стефана Твртка I за краља Срба и Босне. Средином 15. вијека, када је Стефан Вукчић Косача постао „херцег од Светог Саве“, његова држава, која је обухватала Хумску земљу, Травунију, горње Подриње и део Полимља, потала је позната као херцештво, односно Војводство Светог Саве, одакле је настало и обласно име Херцеговина, а по томе се ова епархија касније почела називати Херцеговачком, а њени архијереји су такође називани и милешевским митрополитима. Тако се 1466. и 1471. године помиње милешевски митрополит Давид.

## Епископи
- Иларион (13 век)
- Методије (13 век)
- Теодосије (13 век)
- Никола (13 век)
- Сава (до 1264), потоњи архиепископ Сава II
- Јевстатије (око 1300)
- Јован (око 1305)
- Данило (1316—1324), потоњи архиепископ Данило II
- Стефан (1324)